# 陳世美 (阮朝)
陳世美（越南语：／；1821年—？年），原名陳濟美，又名陳文美，越南阮朝官員。
陳世美是承天府富榮縣楊弩總楊弩社（今屬承天順化省富榮縣富楊社楊弩村）人，明命二年（1821年）出生。嗣德五年（1852年），參加承天場鄉試，考中舉人。嗣德九年（1856年），会试中格，参加覆試，本應黜落，但嗣德帝為擴充錄取名額，錄為副榜。後官至御史，曾任辦理天德江堤務，因辦事不力而受處分。